# Caraluna
Caraluna es el nombre del segundo álbum de estudio grabado por el grupo Bacilos. Fue lanzado al mercado por el sello discográfico WEA Latina el 16 de julio de 2002. El material discográfico fue ganador de un Premio Grammy al Mejor Álbum Pop Latino en la 45.ª entrega anual de los Premios Grammy y un Premio Grammy Latino al Mejor Álbum Vocal Pop Dúo o Grupo en la 4°. entrega de los Premios Grammy Latinos. De este disco, sobresalen los éxitos «Mi primer millón», «Caraluna» y «Sólo un segundo».

## Lista de canciones
| Caraluna |                    |                                  |          |  |
| N.º      | Título             | Escritor(es)                     | Duración |  |
| 1.       | «Mi primer millón» | Sergio George · Jorge Villamizar | 3:58     |  |
| 2.       | «Caraluna»         | Jorge Villamizar                 | 4:26     |  |
| 3.       | «Solo un segundo»  | Greco · Jorge Villamizar         | 3:58     |  |
| 4.       | «Viejo»            | Jorge Villamizar                 | 5:07     |  |
| 5.       | «Odio el silencio» | Jorge Villamizar                 | 3:44     |  |
| 6.       | «Nada especial»    | Jorge Villamizar                 | 3:28     |  |
| 7.       | «Barcelona»        | Jorge Villamizar                 | 4:28     |  |
| 8.       | «El edificio»      | Jorge Villamizar                 | 4:10     |  |
| 9.       | «Nada»             | Jorge Villamizar                 | 4:42     |  |
| 10.      | «Elena»            | Jorge Villamizar                 | 3:20     |  |
| 11.      | «Buena»            | Pedro Alfonso · Jorge Villamizar | 3:45     |  |

© MMII. Warner Music Latino.